# 東京ブラウス
東京ブラウス株式会社（とうきょうブラウス）は、東京都北区に本社を置いていたアパレルメーカーである。

## 事業
ブラウス・ドレス事業部とクレイサス事業部（CLATHAS、婦人服ブランド）の2事業部体制で、婦人衣料の製造、販売を行う。

## 沿革
- 1941年 - 創業。
- 1950年 - 東京ブラウス（旧法人）設立。
- 1971年12月 - 会社分割に伴い、東京ブラウス株式会社（現法人）設立。
- 1984年3月 - カフェバー「キーウエストクラブ」を表参道に開店。
- 2003年6月 - 民事再生手続開始、堀田丸正の支援を受ける[1]。
- 2007年1月 - 民事再生手続終結[1]。
- 2008年11月 - 堀田丸正が所有する東京ブラウスの株式の全てをトライアイズに売却[1][2]。
- 2010年5月31日 - 民事再生法申請。同年2月時点の負債総額は16億2800万円[3][4]。クレイサス事業を中心に業務を継続し、新たなスポンサーを募集することに[5]。
- 2010年6月15日 - 民事再生手続き開始決定[6]。
- 2010年7月30日 - トライアイズが引き続きスポンサーとして再建を支援していくことが決定[7]。
- 2011年1月7日 - 民事再生手続き終結[8]。
- 2018年7月1日 - 同じくトライアイズの子会社たる濱野皮革工藝株式会社に吸収合併され解散[9]。